# تغذیه ورزشی
تغذیه ورزشی مطالعه در تغذیه و رژیم غذایی جهت بهبود عملکرد ورزشکار است. تغذیه بخش مهمی از رژیم‌های ورزشی است که در ورزش‌های قدرتی (مانند وزنه‌برداری و بدنسازی) و ورزش‌های استقامتی (مانند دوچرخه سواری، شنا، قایقرانی) مورد توجه هستند.

در تغذیه ورزشی تمرکز مطالعاتی بر روی نوع و مقدار مایعات و مواد غذایی گرفته شده توسط یک ورزشکار به هنگام تغذیه است، همچنین مصرف مواد مغذی همچون ویتامین‌ها، مواد معدنی، مکمل‌ها و مواد ارگانیک (شامل کربوهیدرات‌ها، پروتئین‌ها و چربی‌ها) را مورد بررسی قرار می‌دهد.

## نیازهای تغذیه‌ای ورزشکاران
هدف از تنظیم رژیم غذایی برای افراد ورزشکار، تأمین کافی مواد مغذی است تا بدن به سلامت مطلوب و تناسب لازم برای عملکرد ورزشی مورد نظر برسد.

### مایعات
فعالیت‌های بدن در سطح سلولی، در محیط مایع صورت می‌پذیرند. آب، مواد مغذی را به داخل سلول‌ها و مواد زاید را از چرخه سلول‌ها به خارج از سلول‌ها منتقل می‌نماید و نیز حجم خون را ثابت نگاه می‌دارد. یکی از مهم‌ترین اعمال آب ثابت نگاه داشتن دمای بدن است، این عمل از طریق تعریق صورت می‌گیرد. بدن یک ورزشکار معمولاً روزانه ۵۰۰ تا ۷۰۰ سی سی عرق می‌کند (هر چند یک ورزشکار دوی ماراتن ممکن است تا حدود ۵۰۰۰ سی سی در روز عرق نماید). به‌طور کلی میزان اتلاف آب بدن در طی ورزش بستگی به شدت و مدت ورزش، درجه حرارت محیط و رطوبت دارد که اگر آب از دست رفته جبران نگردد، منجر به شوک گرمایی می‌گردد. برای پیشگری از دهیدراسیون (از دست رفتن مایعات) در افراد ورزشکار، توجه به موارد زیر توصیه می‌گردد:
1. در صورت دسترسی به باسکول دقیق، خود را قبل و بعد از ورزش وزن نمایید. به ازای هر نیم کیلوگرم وزن بدن که در طول ورزش کاهش می‌یابد، باید ۲ لیوان مایعات نوشیده شود.
2. نوشیدن ۱ تا ۲ لیوان مایعات، ۲ ساعت پیش از تمرین.
3. نوشیدن یک لیوان مایعات ۱۵ دقیقه قبل از ورزش.
4. نوشیدن حداقل ۱ لیوان مایعات هر ۱۵ تا ۲۰ دقیقه در طی فعالیت ورزشی شدید.
5. در فعالیت‌های شدید مایعات مصرفی باید حاوی ۱٫۳ قاشق چایخوری نمک در هر لیتر باشد.
6. نوشیدنی‌های مصرفی باید حاوی ۶ تا ۸٪ کربوهیدرات (از نوع گلوکز، پلی مرهای آن و فروکتوز) باشند.
7. نوشیدنی‌ها باید خنک مصرف شوند.

### کربوهیدرات
مصرف کربوهیدراتها برای حفظ ذخایر گلیکوژن کبد و بازسازی گلیکوژن عضلات ضروری است. کاهش ذخایر گلیکوژن کبد باعث کاهش قند خون و کم شدن توان عضلانی می‌شود؛ بنابراین توصیه می‌شود در ورزش‌های سنگین ۶۰ تا ۷۰٪ کالری رژیم غذایی از کربوهیدراتها تأمین شود.در یک رژیم معمولی مقدار کربوهیدرات مصرفی ۴٫۵ گرم به ازای هر کیلوگرم از وزن بدن توصیه می‌شود، در حالی که برای فعالیت‌های ورزشی سنگین میزان ۸٫۵ تا ۱۲٫۳ گرم به ازای هر کیلوگرم از وزن بدن توصیه می‌شود.
وعده غذایی دریافتی ۳ تا ۴ ساعت قبل از شروع فعالیت ورزشی شدید، باید غنی از کربوهیدرات، سهل الهضم و بسیار کم چرب باشد (چربی سرعت تخلیه معده را کند می‌نماید و مدت زمان بیشتری را برای هضم نیاز دارد).

### پروتئین
پروتئین برای رشد، بازسازی، انقباض عضلانی و تولید انرژی برای ورزشکاران لازم و ضروری است. بر طبق تحقیقات انجام شده مصرف زیاد پروتئین (بیش از حدود مورد نیاز) بر قدرت عضلانی نمی‌افزاید، بلکه تنها حجم عضلات را زیاد می‌نماید. در مورد فعالیت‌های ورزشی توصیه می‌شود ۱۲ تا ۱۵٪ کل کالری دریافتی از پروتئین تأمین گردد، مقدار مورد نیاز پروتئین برای فعالیت‌های ورزشی حداکثر ۱٫۵ گرم به ازای هر کیلوگرم از وزن بدن است. برای ورزش بدنسازی، توصیه می‌شود ۱۵ تا ۲۳٪ از کل کالری دریافتی از پروتئین تأمین شود و میزان پروتئین مصرفی ۲ گرم به ازای هر کیلوگرم از وزن بدن تنظیم گردد. البته این میزان در بدنسازان و ورزشکاران رشته‌های قدرتی که دوپینگِ هورمونی می‌کنند، می‌تواند تا ۱۰ گرم به ازای هر کیلوگرم از وزن بدن افزایش یابد. در اینصورت استفاده از مکمل‌های غذایی پُرپروتئین کاملاً ضروری می‌باشد، زیرا تأمین این میزان پروتئین از راه غذا تقریباً غیرِ ممکن است.
در مورد نوع پروتئین مصرفی توصیه اینست که نسبت مصرف پروتئین حیوانی به گیاهی ۲ به ۳ باشد. بهتر است ورزشکاران پروتئین حیوانی مورد نیاز خود را از منابع بسیار خوب ذیل تأمین نمایند:
- گوشتهای کم چرب (عمدتاً به صورت کبابی، آب‌پز و بخارپز)
- سفیده تخم مرغ (با رعایت حد اعتدال زیرا مصرف بالا منجر به فشار بروی کبد و کلیه می‌شود)
- لبنیات کم چرب (ترجیحاً انواع ماست زیرا بهترین نوع لبنیات محسوب می‌گردند)

### چربی
تحقیقات نشان داده‌است که چربی زیاد در رژیم غذایی ورزشکاران منجر به تنزل قدرت ورزشی آن‌ها می‌شود؛ لذا توصیه می‌شود چنانچه فرد دارای چاقی نیست ۲۰ تا ۳۰٪ کل کالری دریافتی خود را از چربی‌ها تأمین نماید. از میزان یادشده باید کمتر از ۱۰٪ اسیدهای چرب اشباع، ۱۵ – ۱۰٪ اسیدهای چرب غیر اشباع با یک پیوند دوگانه، ۱۵ – ۱۰٪ اسیدهای چرب غیر اشباع با چند پیوند دوگانه، انتخاب شوند.

### مواد معدنی
جدول ذیل به بررسی موادمعدنی مورد نیاز روزانه در ورزشکاران پرداخته‌است:
| ماده معدنی | میزان مورد نیاز در روز | وظایف                                                                            |
| کلسیم      | ۱۲۰۰ تا ۱۵۰۰ میلی‌گرم   | افزایش دانسیته استخوانی و از بین رفتن استرس‌های ناشی از ورزش                      |
| فسفر       | ۱۲۰۰ تا ۱۵۰۰ میلی‌گرم   | تنظیم انرژی به صورت ATP و در نتیجه افزایش توان ورزشی                             |
| روی        | ۱۳۵ میلی‌گرم            | روی در ساختمان بسیاری از آنزیم وجود دارد و همراه با مس و آهن در خون‌سازی نقش دارد |
| آهن        | ۱۰ تا ۱۲ میلی‌گرم       | در اکسیژن‌گیری نقش اساسی دارد و همراه با مس و روی در خون‌سازی دارای نقش است.       |

### ویتامین‌ها

#### ویتامین‌های گروه B
این گروه از مواد مغذی هر چند انرژی زا نیستند، اما در سوخت و ساز مواد مغذی دارای نقش مهمی هستند. به خصوص ویتامین B6 که در سنتز پروتئین‌ها دارای نقشی مهم است.

#### ویتامین‌های C, E و بتا کاروتن
در نتیجه فعالیت‌های ورزشی فرایند اکسیداتیو در عضلات افزایش یافته و این مسئله منجر به افزایش تولید پراکسیدهای چرب و رادیکال‌های آزاد می‌گردد. افزایش مصرف ویتامین‌های C, E و بتا کاروتن به دلیل خواص آنتی‌اکسیدانی که دارند برای کاهش تولید پراکسیدهای چرب و رادیکال‌های آزاد توصیه می‌شود.
| نام ویتامین | میزان مصرف روزانه |
| ویتامین C   | ۱۰۰۰میلی‌گرم       |
| ویتامین E   | ۸۰۰واحد بین‌المللی |
| بتاکاروتن   | ۱۰ میلی‌گرم        |

### انواع ترکیبات نیروزا

#### کافئین
کافئین باعث آزادسازی اسیدهای چرب از بافت چربی و تسهیل مصرف چربی ذخیره شده در عضلات می‌شود. بدین ترتیب چربی بیشتر و گلیکوژن کمتری به عنوان سوخت مورد استفاده قرار می‌گیرد. همچنین به این دلیل که ذخیره‌سازی گلیکوژن، خستگی عضلانی را کاهش می‌دهد، مصرف کافئین قبل از ورزش باعث افزایش توان ورزشکار می‌شود.

#### مکمل‌های اسید آمینه
توصیه مصرف کردن یا مصرف نکردن این نوع مکمل مانند راه رفتن بر لبه تیغ است. درست است که مصرف این مکمل باعث افزایش بافت عضلانی می‌شود، اما مصرف زیاد آن سبب افزایش وزن، کاهش آب بدن، ایجاد بیماری نقرس، اختلالات کبد، اختلال در کلیه و دفع زیاد کلسیم از ادرار می‌شود.

#### کارنیتین
سبب تسریع عمل لیپولیز می‌گردد.

## نکات تغذیه‌ای توصیه شده برای ورزشکاران
1. عدم مصرف نوشابه‌های گاز دار و مواد غذایی نفّاخ
2. پرهیز از مصرف غذاهای چرب و سرخ کرده.
3. استفاده از چای کم رنگ به جای چای پر رنگ.
4. مصرف ۱ تا ۳ فنجان قهوه یا نسکافه به جهت افزایش توان ورزشی.
5. مصرف حداقل ۲ نوع میوه حاوی ویتامین C در هر روز.
6. عدم مصرف غذاهای غنی از پروتئین قبل از فعالیت‌های ورزشی شدید و مسابقه (به دلیل افزایش نیاز به آب)
7. افزایش انرژی مصرفی بر حسب نوع، مدت و شدت ورزش و مصرف کربوهیدرات زیاد، حداکثر تا ۷۰٪ کل کالری دریافتی.

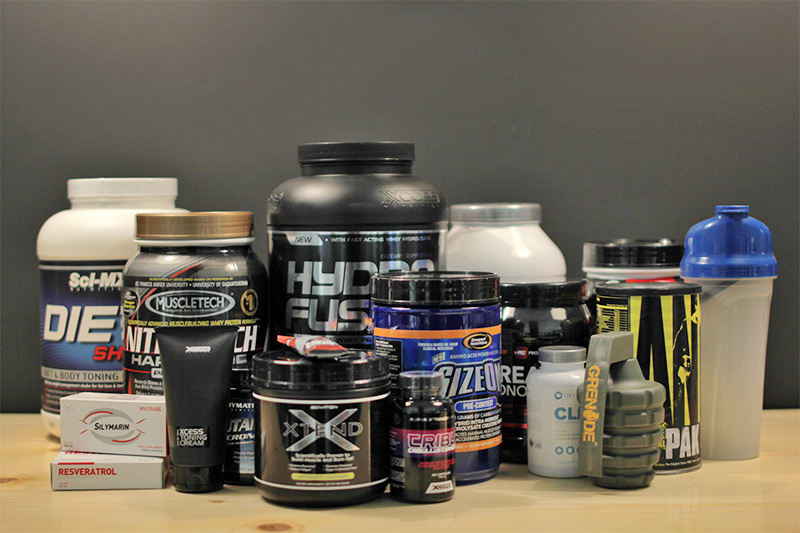
مجموعه‌ای از مکمل‌های غذایی برای ورزشکاران

8. کنترل کم خونی ناشی از ورزش.

## تغذیه در ورزشکاران نوجوان
نوجوانانی که ورزش می‌نمایند، نسبت به کمبودهای تغذیه‌ای بسیار آسیب‌پذیر هستند. استفاده از مواد دارویی ممنوعه (دوپینگ) مصرف نادرست مکمل‌های ورزشی، برنامه‌های ورزشی نامناسب و دریافت ناکافی مواد مغذی می‌تواند به شدت بر روی سلامت نوجوان تأثیرگذارد و موجب محدودیت رشد وی گردد.
به دلایل زیر نوجوانان بیش از بزرگسالان در معرض افزایش دفع الکترولیت‌ها (دهیدراسیون) و افزایش دمای بدن (گرمازدگی) قرار می‌گیرند:
1. کمتر عرق می‌نمایند و این مسئله توانایی آنان را در دفع گرما به وسیله تعریق کاهش می‌دهد.
2. بدن نوجوانان، در حین فعالیت بدنی گرمای بیشتری نسبت به بزرگسالان تولید می‌نماید، اما توانایی کمتری برای انتقال گرما از عضلات به پوست دارد.
3. سطح بدن انسان در نوجوانی نسبت به بزرگسالی بیشتر است و این مسئله می‌تواند منجر به تجمع گرمای بیش از حد در گرمای شدید و سرد شدن سریع بدن در سرما شود.
4. قلب نوجوانان نسبت به قلب بزرگسالان دارای برون ده کمتری است و این مسئله توانایی نوجوان را برای انتقال گرما حین ورزش، از مرکز بدن به پوست را کاهش می‌دهد.

به‌طور کلی نوجوانان ورزشکار نیز مانند بزرگسالان ورزشکار، به یک رژیم پُر کربوهیدرات برای تأمین انرژی، با میزان کافی از پروتئین نیازمندند. مقادیر توصیه شده مناسب برای نوجوانان سالم و بدون مشکل جسمانی، ۶۰ – ۵۵٪ کربوهیدرات، ۲۰ – ۱۵٪ پروتئین و ۳۰ – ۲۵٪ چربی با کیفیت، است.

### آکنه
۵۰٪ افراد در این سنین از ضایعاتی پوستی مثل آکنه در رنجند. آکنه درجات متفاوتی دارد و با اثر هورمون تستوسترون بر روی غده‌های چربی شروع شده و با استرس و دوره قاعدگی (در بانوان) تشدید می‌گردد.
ویتامین A مؤثرترین ویتامین در درمان آکنه می‌باشد. این ویتامین منجر به کاهش تولید Sebum (ترکیبات چربی سفید در منافذ بدن) می‌شود. ویتامین E نیز به تنظیم سطح ویتامین A کمک می‌نماید. به همین دلایل نوجوانان باید به خوردن غذاهای با مقادیر کافی از ویتامین‌های A و E تشویق شوند.
نقش عنصر معدنی روی در درمان آکنه پیچیده می‌باشد، ولیکن یک تحقیق نشان داده‌است که در افراد مبتلا به آکنه سطح سرمی روی پایین است.

### راهنمای غذایی روزانه برای نوجوانان
- ۴ – ۳ لیوان شیر کم چربی یا بدون چربی و ترجیحاً ماست، برای جذب کلسیم، ویتامین D، ریبوفلاوین و پروتئین کاربرد دارد.
- ۵ واحد یا بیشتر از میوه‌های خام، تازه، خشک شده، منجمد شده و پخته شده یا سبزی‌های زرد، نارنجی و سبز تیره.
- ۲ واحد غذاهای پر پروتئین مانند مرغ و ماهی (در این میان مصرف گوشت قرمز بدونِ چربی نیز به میزان متعادل و نه زیاد، توصیه می‌گردد).
- ۱۱ – ۶ واحد غلات کامل، نان‌ها، برنج، سیب زمینی و سایر نشاسته‌ها برای تأمین انرژی.
- غذاهای پر چرب و پر شیرینی مانند انواع دسر، نوشابه و آب نباتها باید در مقادیر کم و در حدود یکبار در روز مصرف شوند.

## تغذیه در ورزشکاران سالمند
مهمترین اصل در طراحی برنامه غذایی جهت سالمندان و بخصوص ورزشکاران سالمند، قرار دادن میان‌وعده‌ها و وعده‌های کم حجم و پر کالری و از نظر ظاهری جذاب، اشتهاآور و خوشمزه است. در تغذیه افراد سالمند، ۶ – ۵ وعده غذایی کم حجم بهتر از ۳ وعده غذایی پرحجم می‌باشد.
در برنامه افراد سالمند باید به محدودیت‌هایی نظیر بلع و غیره نیز توجه نمود و در صورت حذف یک منبع ماده مغذی، مثل شیر، جایگزین نمودن آن با ماده دیگر یا استفاده از مکمل ضروری است. به‌طور کلی طراحی برنامه غذایی برای سالمندانی که مشکل خاصی دارند، تنها به وسیله پزشک متخصص تغذیه امکان‌پذیر می‌باشد و در مورد سالمندان بدون مشکل و سالم نیز استانداردهای غذایی توصیه شده مانند افراد میانسال است.